# Tammin Sursok
Tammin Pamela Sursok (Johannesburgo, Sudáfrica; 19 de agosto de 1983) es una actriz y cantante australiana de origen sudafricano. Es conocida por el papel de Dani Sutherland en Home and Away, como Colleen Carlton en The Young and the Restless y Siena, en Hannah Montana de Disney Channel. También desempeñó el papel de Jenna Marshall en Pretty Little Liars para ABC Family.
También lanzó una carrera como cantante (bajo el nombre Tammin), con su sencillo debut, "Pointless Relationship", publicado el 14 de noviembre de 2004 y debutó en el top 10 de la lista de sencillos de Australia en la semana siguiente. En 2006 interpretó como protagonista su primera película Aquamarine, con el papel de Marjorie, una chica mala. Interpretó a Colleen Carlton en la telenovela estadounidense The Young and the Restless en 2007-2009, y fue nominada durante el día de nominación a los Emmy durante su tiempo en la telenovela. Hizo su primera película hecha para televisión, Spectacular!, que se estrenó el 16 de febrero de 2009 en Nickelodeon. También interpretó a Carrie en Flicka 2. Fue actriz invitada con un rol recurrente en la cuarta temporada de Hannah Montana como Siena, el interés amoroso de Jackson Stewart (Jason Earles).

## Primeros años
Tammin Sursok nació de Daryl y Julie Sursok en Johannesburgo, Sudáfrica. A la edad de 4, emigró a Sídney, Australia con su familia. Su madre Julie es una pianista de formación clásica y guitarrista y como resultado, Sursok creció rodeada de música. A una edad temprana, Sursok participó en el Sídney Youth Musical Theatre, donde cursó sus intereses en la actuación, la música y la danza. También estudió con el Trinity Speech y Drama College y se graduó con una alta distinción. Sursok fue educado en la Ravenswood School for Girls, de Gordon, Sídney, estudiando discurso y drama en sus últimos años de la escuela. Ella ganó su participación en la serie dramática de larga duración de Australia, Home and Away, al final de 1999, después de terminar a los 10 años.

## Carrera

### 2000–2004: Inicios de carrera
En el año 2000, Sursok comenzó su papel de Dani Sutherland en Home and Away. En 2001, fue nominada y ganó el premio Logie de la categoría de Mejor Nuevo Talento Femenino. En 2002, Sursok fue seleccionada como Embajadora de la Juventud Júnior para Nueva Gales del Sur, y en 2003 recibió la Medalla del Centenario de Australia por su "servicio a la sociedad australiana y en funciones". Mientras estaba trabajando en Home and Away, también comenzó a tomar pasos hacia el inicio de una carrera musical, escribiendo sus propias canciones y practicando con la guitarra. En 2004, el mismo año que fue nominada a Australiana del Año, Sursok dejó Home and Away para concentrarse plenamente en su carrera musical en ciernes. También interpretó papeles menores en películas cortas en Londres.

### 2004–2005: Incicios musicales y álbum debut
A principios de 2004, comenzó la grabación del material de su álbum debut Whatever Will Be. Trabajó con los productores que han trabajado con famosas como Britney Spears, Dido y Christina Aguilera. El sencillo debut de Sursok, "Pointless Relationship", se convirtió en el número uno y el sencillo más pedido en la radio australiana a finales de octubre de 2004. Pasó a peak en el número cinco en las listas ARIA; también ganó acreditación de platino (70.000+ copias vendidas).
El segundo sencillo de Sursok "Whatever Will Be" era el número uno de la mayoría de las pista más pedidas en la Radio Australia a principios de marzo, y debutó y llegó decimotercero en la lista de singles de ARIA, convirtiéndose en un éxito moderado. Poco después, el álbum debut de Sursok, "Whatever Will Be" fue lanzado, llegando al décimo tercero en la lista de álbumes ARIA. El tercer sencillo del álbum, "It's a Beautiful Thing", debutó en el número 30 en la lista de singles de ARIA.
En agosto de 2005, Sursok reubicada temporalmente en el Reino Unido y preparaciones hechas de "Pointless Relationship", que se publicará en su debut internacional. Sin embargo, el lanzamiento fue cancelado debido a la falta de apoyo para la canción.

### 2006–2009: Farm Albino y The Young and the Restless
A principios de 2006, se mudó oficialmente a un departamento de Beverly Hills, Los Ángeles, donde comenzó a concentrarse en su carrera como actriz. Obtuvo un papel como invitada en el breve programa de CBS, Rules of Engagement, pasó un mes en Misuri filmando un papel protagónico en la película independiente, Farm Albino, y ha completado un papel secundario en la película Crossing Over, protagonizada por Harrison Ford. Sursok también ha asumido el papel de Colleen Carlton en la telenovela estadounidense de larga duración, The Young and the Restless. En 2009, ella dejó la serie.

### 2009–presente: Spectacular!, Segundo álbum de estudio, Pretty Little Liars y más
A finales de 2010, Tammin Sursok desempeñó el papel de "Carrie" en Flicka 2 Friends Forever. Tammin hizo su reaparición musical en las grabaciones de canciones para el musical de Nickelodeon, la película hecha para televisión, Spectacular! lanzado a través de Nick Records. Ella apareció en las canciones "Dance with Me", "For the First Time", "Something To Believe In" y "Eye of the Tiger". El álbum fue lanzado el 3 de febrero de 2009 y tuvo un éxito moderado, alcanzando el 44 en la tabla de Billboard 200 de EE. UU..
Sursok fue nominada a Mejor Actriz Joven en una Serie Dramática en los premios 35 Daytime Emmy en 2008 por su interpretación como Colleen en The Young and the Restless.
Ella estaba lista para lanzar su segundo álbum de estudio en el 2010 y dice que su nueva dirección en la música va a sorprender a sus fanes. Sursok estrella en la producción de suspenso de After Dark originales, Husk.
En junio de 2010, Sursok apareció como un personaje recurrente en el drama de ABC Family, Pretty Little Liars. Interpretó el papel de Jenna Marshall. Sursok también apareció en Hannah Montana como la novia de Jackson, Siena. El 28 de mayo de 2011 fue ascendida a regular en la serie Pretty Little Liars.
Además, en 2013 participó en el videoclip de la canción 'Til My Heart Stops Beating' del cantante Joe Brooks.

## Vida personal
En enero de 2011, se comprometió con su novio, el director Sean McEwan. Los dos se casaron el 24 de agosto de 2011 en Italia. El 8 de octubre de 2013 dieron la bienvenida a su primera hija, Phoenix Emmanuel Sursok-McEwen. El 17 de enero de 2019 recibieron a su segunda hija, Lennon Bleu Sursok-McEwen.

## Filmografía

### Televisión
| Año         | Título                     | Rol             | Notas                   |
| ----------- | -------------------------- | --------------- | ----------------------- |
| 2000 — 2004 | Home and Away              | Dani Sutherland | 307 episodios           |
| 2007        | Rules of Engagement        | Mujer           | 1 episodio              |
| 2007 — 2009 | The Young and the Restless | Colleen Carlton | 165 episodios           |
| 2008        | Mary Sunshine              | Nicole          | 1 episodio              |
| 2008        | In Plain Sight             | Nicole          | 1 episodio              |
| 2010 — 2011 | Hannah Montana             | Siena           | 13 episodios            |
| 2010 — 2017 | Pretty Little Liars        | Jenna Marshall  | 50 episodios            |
| 2012        | Airship Dracula            | Amelia          | 3 episodios (Miniserie) |

### Películas
| Año  | Título                       | Rol               | Notas        |
| ---- | ---------------------------- | ----------------- | ------------ |
| 2006 | Aquamarine                   | Marjorie          | Protagonista |
| 2009 | The Unknown                  | Chance            | Protagonista |
| 2009 | Neighbors Are Friends        | Madeline James    | Protagonista |
| 2009 | Spectacular!                 | Courtney Lane     | Protagonista |
| 2009 | Crossing Over                | Rosalyn           | Protagonista |
| 2009 | Albino Farm                  | Stacey            | Protagonista |
| 2010 | Flicka 2                     | Carrie McLaughlin | Protagonista |
| 2010 | Driving by Braille           | Sarah Corso       | Protagonista |
| 2010 | Sleepaway Camp Reunion       | Yazmine Reyes     | Protagonista |
| 2011 | Husk                         | Natalie           | Protagonista |
| 2013 | 10 Rules for Sleeping Around | Kate Oliver       | Protagonista |
| 2014 | Cam2Cam                      | Allie WestBrook   | Protagonista |
| 2015 | Bound & Babysitting          | Maggie            | Protagonista |
| 2018 | Asesinato en rojo            | Christa           | Protagonista |

## Discografía
Álbumes de estudio
- 2005: Whatever Will Be

Bandas sonoras
- 2009: Spectacular!

Sencillos
- "Pointless Relationship"
- "Whatever Will Be"
- "It's a Beautiful Thing"

## Premios y nominaciones
| Año  | Categoría                                     | Premio             | Serie                      | Resultado |
| ---- | --------------------------------------------- | ------------------ | -------------------------- | --------- |
| 2001 | Most Popular New Female Talent                | Logie Award        | Home and Away              | Ganadora  |
| 2004 | Most Popular Actress                          | Silver Logie Award | Home and Away              | Nominada  |
| 2008 | Outstanding Younger Actress in a Drama Series | Daytime Emmy Award | The Young and the Restless | Nominada  |